# 台州汽车南站站
台州汽车南站站是台州市域铁路S1线的一个车站，位于中华人民共和国浙江省台州市路桥区螺洋街道财富大道与灵山西街交叉口。该站于2022年12月28日启用。

## 车站结构
本站为地下二层岛式车站。

### 车站楼层
| 地下一层 | 站厅     | 售票机、客服中心、商店、警务室、安检设施 |  |  |
| 地下二层 | 一站台   | S1线 城南方向（下站：泽国）              |  |  |
|          | 岛式站台 |                                          |  |  |
|          | 二站台   | S1线 台州火车站方向（下站：恩泽医院）    |  |  |

### 站台
本站设有一个岛式站台，位于财富大道的地底。

## 接驳交通

### 台州客运南站
- 公交线路：308路（台州客运南站-台州火车站）、307路/K307路（台州客运南站-台州客运南站）（环线）、305路（台州客运南站-路桥短途南站）、325路（台州客运南站-钟洋村）、W2路（台州客运南站-中盛百货）、301路（台州客运南站-路桥短途南站）、236/236B路（恩泽医院南-院桥车站）[4]

### 香樟湖畔
- 公交线路：308路（台州客运南站-台州火车站）、325路（台州客运南站-钟洋村）、305路（台州客运南站-路桥短途南站）、W2路（台州客运南站-中盛百货）、301路（台州客运南站-路桥短途南站）[4]

## 历史
本站在规划和施工阶段名为客运南站。2022年6月29日，本站由“客运南站”更名为“台州汽车南站站”。

### 大事记
- 2020年10月16日，本站盾构下井最后一块顶板封顶[3]。
- 2020年11月30日，本站至腾达路站[註 1]区间右线盾构顺利始发[6]。
- 2021年2月4日，本站主体结构封顶[7]。
- 2021年5月12日，本站至腾达路站[註 1]区间右线盾构顺利贯通[8]。